# Samsung Galaxy core 2
Samsung Galaxy core 2 – smartfon z serii Galaxy produkowany przez koreańską firmę Samsung.

## Specyfikacja techniczna
Galaxy core 2 został wyposażony w procesor Spreadtrum SC7735S; jest to czterordzeniowy procesor o taktowaniu 1,2 GHz na rdzeń. Urządzenie posiada 768 MB RAM oraz 4 GB pamięci wewnętrznej, którą można rozszerzyć poprzez kartę pamięci (do 64 GB).

### Wyświetlacz
Samsung Galaxy Grand Prime posiada ekran o przekątnej 4,5 cala o rozdzielczości 480 × 800 px, co daje zagęszczenie 207 pikseli na jeden cal wyświetlacza.

### Aparat fotograficzny
Aparat znajdujący się na tyle telefonu ma 5 Mpx, zaś przednia kamera ma rozdzielczość 0,3 Mpx.

### Akumulator
Akumulator litowo-jonowy ma pojemność 2000 mAh.

## Software
Smartfon jest seryjnie wyposażony w system Android 4.4.2 KitKat.